# 1946 a vasúti közlekedésben
Ez a szócikk a 1946-ban történt vasúti eseményeket mutatja be.

## Események a világban
- Forgalomba helyezték az ALCO FA mozdonysorozat első tagját
- Forgalomba helyezték az ALCO PA mozdonysorozat első tagját
- Forgalomba helyezték az ALCO RS-2 mozdonysorozat első tagját
- Forgalomba helyezték az ALCO RSC-1 mozdonysorozat első tagját
- Forgalomba helyezték az ALCO RSC-2 mozdonysorozat első tagját
- Forgalomba helyezték a Baldwin DRS-6-4-1500 mozdonysorozat első tagját
- Forgalomba helyezték a Baldwin DRS-6-4-660NA mozdonysorozat első tagját
- Forgalomba helyezték a Baldwin DS-4-4-1000 mozdonysorozat első tagját
- Forgalomba helyezték a Baldwin DS-4-4-660 mozdonysorozat első tagját
- Forgalomba helyezték a Baldwin DT-6-6-2000 mozdonysorozat első tagját
- Forgalomba helyezték az EMD F2 mozdonysorozat első tagját
- Forgalomba helyezték az EMD F3 mozdonysorozat első tagját
- Forgalomba helyezték az EMD NW5 mozdonysorozat első tagját
- Forgalomba helyezték a JNR EF58 mozdonysorozat első tagját
- Forgalomba helyezték az LMS Ivatt Class 2 2-6-0 mozdonysorozat első tagját
- Forgalomba helyezték az LMS Ivatt Class 2 2-6-2T mozdonysorozat első tagját
- Forgalomba helyezték az LNER Class J94 mozdonysorozat első tagját
- Forgalomba helyezték az LNER Thompson Class A2/3 mozdonysorozat első tagját
- Forgalomba helyezték az NCC Class WT mozdonysorozat első tagját